# عرقسوس عديم الغدد
عرقسوس عديم الغدد (الاسم العلمي:Glycyrrhiza eglandulosa) هو نوع من النباتات يتبع جنس العرقسوس من الفصيلة البقولية.